# Franz Beyer

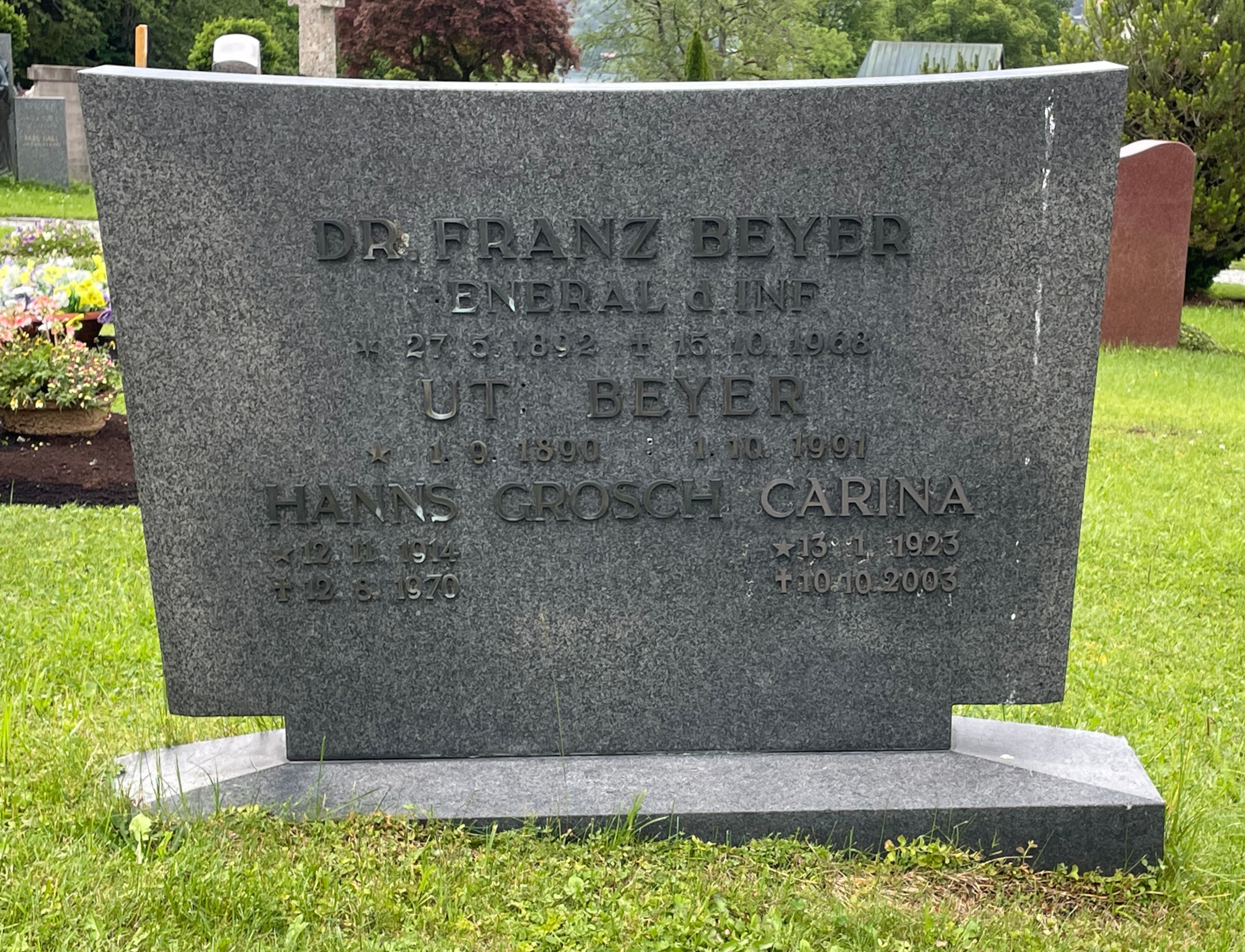

Jur. Dr. Franz Beyer, född 27 maj 1892 i Bautzen ca 70 km öster om Dresden, död  15 oktober 1968 i Bad Wiessee ca 60 km söder om München, var en tysk militär. Han befordrades till generalmajor 1942 och till general i infanteriet 1944. Han erhöll Riddarkorset av järnkorset 1941.

## Biografi
Under första världskriget tjänstgjorde Beyer inom marinen. Efter kriget lämnade han det militära och blev istället polis. 1935 återvände han till krigsmakten, fick graden överstelöjtnant och började tjänstgöra i staben för ett infanteriregemente. Under invasionen av Polen 1939 ledde han ett infanteriregemente.
Beyer fortsatte att leda regementet i fälttåget i väst 1940 och under operation Barbarossa 1941. Han stred på södra delen av östfronten och förlänades i september med riddarkorset. Vid årsskiftet fick han befälet över den nya 331. Infanterie-Division som våren 1942 förflyttades till den centrala delen östfronten. Beyer kom att leda divisionen fram till den 22 februari 1943.
Under slaget om Stalingrad utplånades 44. Infanterie-Division och Beyer fick i mars 1943 uppdraget att bygga upp divisionen på nytt och den 1 juni fick den nya divisionen hederstiteln Reichsgrenadier-Division Hoch- und Deutschmeister, som efter utbildning förflyttades till Italien. Den 1 januari 1944 lämnade Beyer divisionen, gick en utbildning för generaler och förflyttades till Armégrupp A (senare omdöpt till Armégrupp Südukraine) där han stod i reserv om någon general skulle bli tvungen att lämna sin post. I slutet av april blev Beyer kårbefälhavare och ledde kortvarigt flera kårer på östfronten. Bland annat var han med vid förlusten av Krim.

## Befäl
- 131. infanteriregementet april 1939 – december 1941
- 331. infanteriregementet december 1941 – februari 1943
- 44. infanteriregementet Hoch- und Deutschmeister mars 1943 – januari 1944
- till OKH:s förfogande för tillfälliga placeringar som befälhavare för ett antal förband till augusti 1944
- LXXX. Armeekorps augusti 1944 – maj 1945